# Хуейке
Цзі Гуан (кит.: 姬光), буддійське ім'я Хуейке (кит. 慧可, піньїнь: Huìkě, 487-593) - другий патріарх чань-буддизму. Основними письмовими джерелами про його життя є згадки на «Гаосен чжуань» і «Сюй гаосен чжуань». 

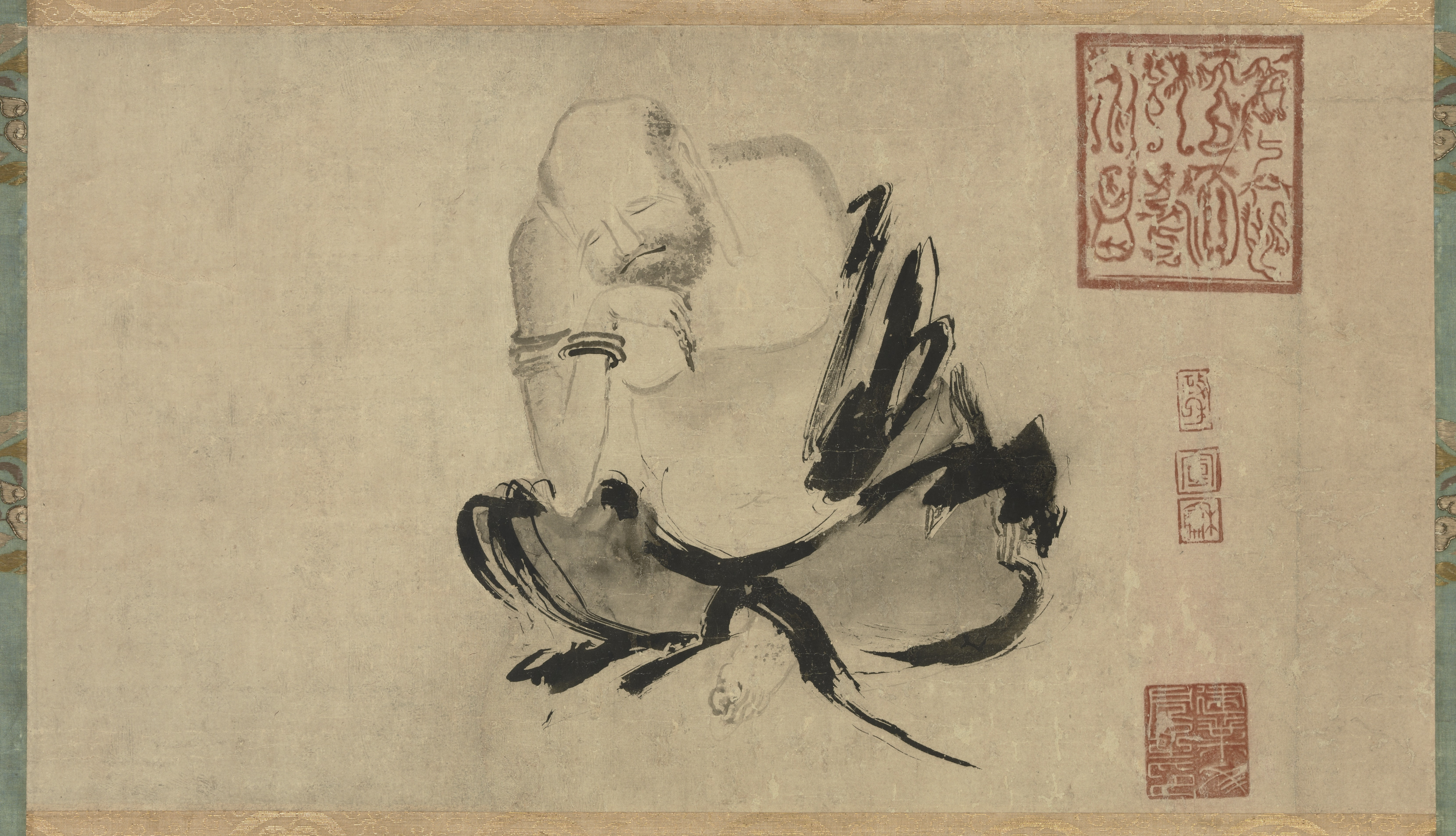
«Розмірковувати Хуейке»
(Ши Ке, X століття)

Хуейке став учнем Бодхідхарми вже в сорокарічному віці. Легенда стверджує, що для того, щоб довести свою відданість Навчанню, Хуейке відрізав свою ліву руку і поклав її перед Бодхидхармой. 

## Вчення Хуейке
Основою вчення Хуейке була «Ланкаватара сутра». 